# 阿古哈角龍屬
阿古哈角龍屬是種最近發現的角龍下目恐龍，生存於晚白堊紀的坎潘階，約7700萬年前。最初是開角龍的一個種，近年建立為新屬。

## 發現與種

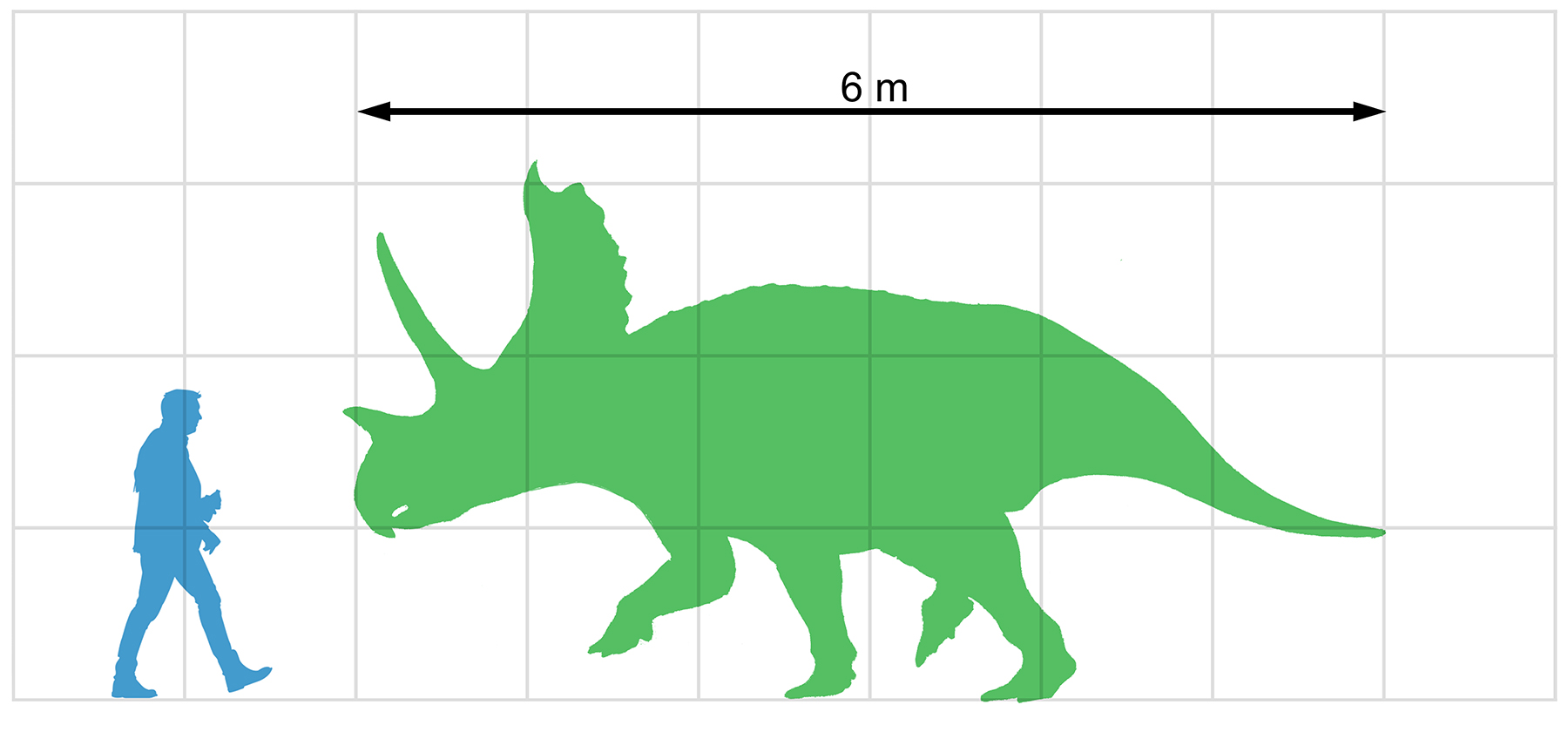
阿古哈角龍與人類的體型比較圖

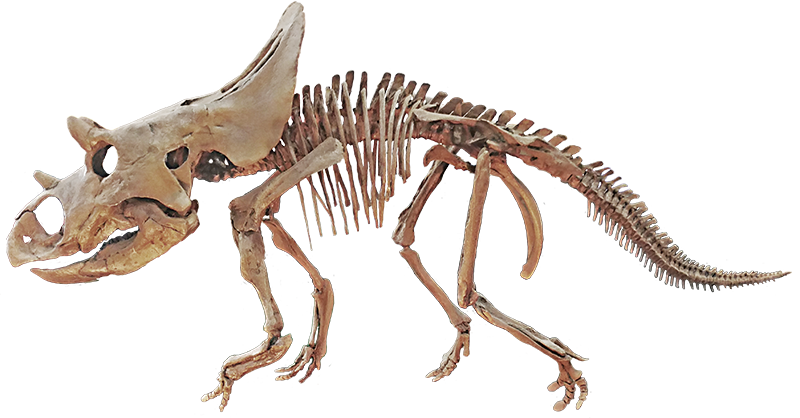
未成年的阿古哈角龍骨架模型

在1938年，德州布魯斯德郡大彎國家公園有三個恐龍骨床進行挖掘活動，William Strain在該地發現了角龍類的化石。在1989年，Lehman研究這些化石，並命名為馬里斯科爾開角龍（Chasmosaurus mariscalensis）。正模標本（編號UTEP P.37.7.086）是一個部份亞成年頭顱骨，包含：腦殼、左額角、左上頜骨、右齒骨。除此之外，還發現一些相關化石，但當時沒有發現可供判斷的成年頭顱骨。Lehman從發現處的沉積物判斷，認為這種恐龍可能生存於沼澤。在1991年，保羅·塞里諾（Paul Sereno）率領的挖掘團隊，在大彎國家公園發現了更多的相關化石。之後的研究認為這個種應該建立為新屬。在2006年，Lucas、Sullivan、與Hunt將牠們建立為新物種，馬里斯科爾阿古哈角龍（A. mariscalensis）。

## 分類
阿古哈角龍類似五角龍與開角龍。阿古哈角龍的短頭盾，顯示牠們不是五角龍的祖先。阿古哈角龍的化石出土於德州的阿古哈組（Aguja Formation）上層，地質年代為晚白堊紀的坎潘階，約7700萬年前。

## 外部連結
- DinoGeorge's List of Dinosaurs, including Agujaceratops
- Brief mention of Agujaceratops on the DML （页面存档备份，存于） and here as well （页面存档备份，存于）
- Texas archosaurs, including Chasmosaurus (now Agujaceratops)